# Gêzêr
Gêrzê (chữ Tạng: སྒེར་རྩེ་རྫོང་; Wylie: sger rtse rdzong; ZWPY: Gêrzê Zong; tiếng Trung: 改则县; bính âm: Gǎizé Xiàn, Hán Việt: Cải Tắc huyện) là một huyện của địa khu Ngari (A Lý), khu tự trị Tây Tạng, Trung Quốc.

### Trấn
- Cải Tắc (改则镇)

### Hương
- Vật Mã (物玛乡)
- Tiên Khiển (先遣乡)
- Ma Mễ (麻米乡)
- Động Thố (洞措乡)
- Cổ Mỗ (古姆乡)
- Sát Bố (察布乡)